# Búsquenme una novia
Búsquenme una novia (cuyo título original en inglés es If You Could Only Cook) es una película norteamericana del año 1935. Se trata de una comedia alocada (comedia screwball) clásica de los años treinta, protagonizada por Herbert Marshall que interpreta a un rico empresario automovilístico y Jean Arthur que da vida a una joven desempleada.

## Argumento
Jim Buchanan es un rico empresario automovilístico que tiene algunos conflictos en su empresa y que tiene una novia interesada solo en su dinero. Él decide abandonar temporalmente el negocio y un día conoce en un parque a Joan, una mujer desempleada que busca trabajo. Se produce un malentendido y ambos deciden hacerse pasar por marido y mujer para un trabajo. 

## Elenco
- Herbert Marshall como Jim Buchanan.
- Jean Arthur como Joan Hawthorne.
- Leo Carrillo como Mike Rossini.
- Lionel Stander como Flash, la mano derecha de Rossini.
- Alan Edwards como Bob Reynolds.
- Frieda Inescort como Evelyn Fletcher.
- Gene Morgan como Al.
- Ralf Harolde como Swig.
- Matt McHugh como Pete.
- Richard Powell como Chesty.

## Conflicto judicial
En Inglaterra, la productora Columbia Pictures presentó la película como una producción de Frank Capra. Capra que era el principal director del estudio y mantenía un conflicto con el jefe del estudio Harry Cohn por cuestiones financieras y artísticas, demandó a Columbia por el uso ilegal de su nombre. Las partes llegaron a un acuerdo, que supuso el regreso de Capra a cambio de 100.000$.